# Nola
Nola er hovedstaden i præfekturet Sangha-Mbaéré i den sydvestlige del af Den Centralafrikanske Republik og har 31.923 indbyggere (pr. 2022). Den ligger ved sammenløbet af floderne Mambéré og Kadéï og dermed ved Sanghas udspring.

## Historie
Stedet var oprindeligt under fransk kolonistyre. På det tidspunkt var  byen grupperet sammen med landsbyen Bania i et underpræfektur. Nolas betydning ligger i, at stedet var endepunktet for at sejle på Sangha i den otte måneder lange tørtid. På det tidspunkt var sejlads mulig med fartøjer med en dybgang på op til 80 cm. Den lokale trafik for den sejlbare del af Kadéï kom også via Nola. I kolonitiden var Gundi-folket hjemmehørende i området.
Marokko-Congo-aftalen af 4. november 1911 afstod Frankrig regionen til det tyske kejserrige som en del af Ny Cameroun og annekteret som en del af  den tyske koloni Kameroun. I denne periode var Nola sæde for en poststation for tyske kolonitropper (Schutztruppe (de)) samt et posthus og en handelsstation. Nola blev generobret af franskmændene under Første Verdenskrig. Under krigen forsynede den lokale Gbaya-høvding Daddio den franske oberstløjtnant Nicolas Hutin  med mange kanoer,  for at hjælpe franskmændene med at generobre Nola fra tyskerne. En anden lokal høvding, Ngoukou 1. hjalp også med at kæmpe mod tyskerne.